# British Guiana 1¢ magenta
Die British Guiana 1¢ magenta ist ein bekanntes und zwischen 2014 und 2021 das teuerste philatelistische Sammlerstück der Welt. Es wird unter dem Ausgabejahr 1856 in vielen Briefmarkenkatalogen geführt, obwohl es keine Belege dafür gibt, dass es damals offiziell hergestellt oder ausgegeben wurde. Übertroffen wurde sie im Juni 2021 von einer Roten Mauritius für über 10 Millionen Euro inkl. Aufgeld.
Die British Guiana 1¢ magenta wurde auf magentafarbenem Papier gedruckt und geschnitten. Das Motiv, ein Schiff, das von der lateinischen Inschrift „Damus Petimus Que Vicissim“ (deutsch „Wir geben und nehmen im Wechsel“) umgeben ist, wurde in schwarzer Farbe gedruckt.

## Entstehungsgeschichte
Im Jahre 1853 waren Marken zu 1 Cent in Ziegelrot und 4 Cent in Dunkelblau mit dem Motiv eines Segelschiffs von der Druckerei Waterlow and Sons nach Britisch-Guayana geliefert worden. Die 4-Cent-Marke war für Briefpost vorgesehen, die 1-Cent-Marke für Streifbänder. Bis 1860 waren die Marken Britisch-Guayanas nur im Inlandsverkehr gültig, im Auslandsverkehr mussten britische Marken verwendet werden, daher wurden weitere Wertstufen nicht gebraucht. Um 1856 gingen die vorhandenen Markenbestände zur Neige und es wurde eine neue Auflage bestellt, die jedoch erst 1858 eintraf. Daher gab der Leiter der Postverwaltung Guayana, E. T. E. Dalton, den Auftrag an die Zeitungsdruckerei The Official Gazette (Joseph Baum und William Dallas), entsprechende Aushilfsausgaben herzustellen. Die von Dalton favorisierten Entwürfe gelangten nicht zum Druck; vielmehr konnten Baum und Dallas „ihre“ Segelschiffe durchsetzen, die in schwarzer Farbe auf magentafarbenes und blaues Papier gedruckt wurden.
Als Sicherheitsmerkmal gegen Fälschung und Nachahmung wurden die Marken mit dem Federzug EDW versehen (Initialen des Postbeamten E. D. Wight). Das früheste Stempeldatum einer Marke zu 4 Cent ist der 22. Februar 1856.
Eine Besonderheit liegt darin, dass der britische Philatelistenverband der Marke das Echtheitssiegel verweigert. Einerseits war die Marke stark beschädigt und es kann nicht ausgeschlossen werden, dass der Schriftzug FOUR in ONE geändert wurde, andererseits wurde in Fachkreisen auch diskutiert, dass es sich bei der British Guiana 1¢ magenta eben um keine Briefmarke im eigentlichen Sinn handele, sondern um einen Ganzsachenausschnitt handelt.

## Übersicht der Eigentümer
Aus den Händen des Briefmarkenhändlers Thomas Ridpath gelangte die Marke in die Sammlung des wohl berühmtesten Philatelisten der damaligen Zeit, Philipp von Ferrary. Er erwarb sie damals seinen Aufzeichnungen zufolge für 750 US-Dollar. Testamentarisch vermachte er die Marke und seine komplette Sammlung dem Reichspostmuseum in Berlin. Im Zuge der Beschlagnahmung und Zwangsversteigerung von Ferrarys Sammlung als „Feindesgut“ durch die französische Regierung nach dem Ersten Weltkrieg wurde die Marke 1922 auf einer Auktion von Arthur Hind für 36.000 US-Dollar gekauft. Der Erlös wurde dem Reparationskonto Deutschlands gutgeschrieben.
Hinds Witwe veräußerte die Marke 1940 für 40.000 US-Dollar an einen Industriellen aus Florida, dieser verkaufte sie 1970 für 280.000 US-Dollar an ein Industriellensyndikat (Vorsitzender: Irwin Weinberg) aus Pennsylvania weiter.
Zehn Jahre lang wurde die Marke weltweit auf zahlreichen Ausstellungen gezeigt, ehe sie 1980 für 935.000 US-Dollar in John E. du Pont einen neuen Besitzer fand. Diese Summe brachte der British Guiana 1¢ magenta lange Zeit den Ruf der seltensten und teuersten Briefmarke der Welt ein.
Am 17. Juni 2014 wurde die Marke bei Sotheby’s in New York versteigert. Das Preisergebnis lag bei insgesamt 9,48 Millionen US-Dollar (etwa 6,97 Millionen Euro) einschließlich Aufgeld, womit sie zwischen 2015 und 2021 vor dem Bordeaux-Brief das teuerste philatelistische Sammlerstück der Welt war. Ein nicht namentlich genannter Telefonbieter ersteigerte die Marke. 2015 wurde bekannt, dass der US-amerikanische Schuhdesigner Stuart Weitzman der neue Eigentümer der Marke ist. Weitzman ließ die Marke, gemeinsam mit einem 4er Block Inverted Jenny und einem St. Gaudens Double Eagle, am 8. Juni 2021 durch Sotheby’s in New York versteigern. Die Marke wurde für 8.307.000 US-Dollar an die Londoner Briefmarkenfirma Stanley Gibbons zugeschlagen. Seit 8. November 2021 bietet Stanley Gibbons Eigentumsanteile an der Marke zum Verkauf an. Übertroffen wurde sie im Juni 2021 durch einen Brief der roten Mauritius, die für einen Betrag von über 10 Millionen € inkl. Aufgeld in Bietigheim-Bissingen versteigert wurde.

## Angebliche weitere Exemplare

Originalgetreuer Nachdruck einer British Guiana 1¢ magenta, ungebraucht, mit Federzugautorisierung

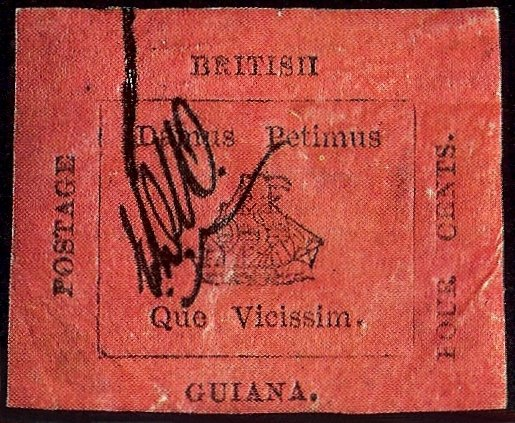
British Guiana magenta 4 Cent als Vergleichsstück

1999 machte die Marke erneut Furore, als der mit gefälschten Sammler-Devotionalien bekannt gewordene Peter Winter behauptete, im Besitz einer 1-Cent-magenta zu sein. Die Marke wurde von zwei europäischen Experten, Rolf Roeder und David Feldman, als echt attestiert. Die englische Briefmarkensammlervereinigung Royal Philatelic Society London hält sie dagegen für eine verfälschte Vier-Cent-Marke.

## Abbildung
Die gezeigte Abbildung zeigt den eigentlichen Zustand der Marke nur unzureichend, denn sie ist nicht nur stark verschmutzt, sondern im Laufe der Zeit auch verblichen, der ursprünglich magentarote Farbton des Papiers wurde zu einem schmutzigen Rosa. In der englischen Fachliteratur wird sie als „dirty and heavily postmarked“ beschrieben (schmutzig und durch Entwertungsmerkmale wie Stempel und Federzug stark verunstaltet). Der rechte Rand der Marke (bei der Wertangabe „one Cent“) weist keinen klaren Schnitt, sondern eine unregelmäßige Papiertrennung auf.

## Trivia
- Die Marke kommt im Film The Saint in Palm Springs (1941) vor. Dort wird sie mit einem Wert von 65.000 $ angesetzt.[16]
- Auch Donald Duck sucht in Carl Barks’ Comic The Gilded Man (Deutscher Titel: Jagd nach der Roten Magenta) von 1952[17] nach der Marke, da ein Sammler bereit wäre, dafür 50.000 Taler zu zahlen.
- In der TV-Serie „Die Straßen von San Francisco“ geht es in der Episode „The stamp of death“ (dt.: „Ein teures Stück Papier“) von 1973 u. a. um diese Marke, allerdings als „six cent - magenta“.
- In der Folge Operation: Glückskatze (im Original: The Lucky Cat Caper) der Netflix-Serie Carmen Sandiego (Zeichentrickserie) wird die Marke gestohlen und von der Titelheldin wieder zurückgebracht.
- Im Youtube Beitrag „The world's most expensive object by weight“ zeigt Tom Scott die Marke und ihre Aufbewahrung aus mehreren Ansichten.